# Io sono Franky
Io sono Franky (Yo soy Franky) è una telenovela colombiana trasmessa dal 28 settembre 2015 al 16 dicembre 2016 sull'emittente televisiva Nickelodeon. Nel 2017 è uscito il remake statunitense I am Franky.

## Trama

### Prima stagione
Sofía Andrade è una scienziata che lavora alle Egg Enterprises e dopo tanti anni è riuscita a creare il prototipo "FR4NK13", Franky, un androide che cercherà di mimetizzarsi fra gli umani per imparare a conoscere le emozioni.
A questo scopo verrà dunque iscritta alla stessa scuola di sua sorella, Clara. Qui conoscerà Christian, un ragazzo molto desiderato, che si innamorerà di Franky. Lei, ricambiandolo, scatenerà la gelosia di Tamara, la quale cercherà di scoprire la sua vera identità e allontanarla da Christian, di cui è da sempre innamorata. Farà amicizia con tutto il resto della sua classe e conoscerà Delfina, sorella minore di Christian, che sarà l'unica, dopo la sua famiglia e i soci di Sofía, a venire a conoscenza della sua natura di Androide.
In seguito Paul, uno scienziato socio di Sofía, invidioso del suo successo, inventerà Roby, un nuovo Androide. Grazie ad esso conoscerà il suo lato dolce, innamorandosi di Margarita, madre di Christian e Delfina. 
Tutti i creatori di Androidi verranno invitati ad un concorso, il cui premio è un cuore. Franky e Roby parteciperanno, ma Paul, desideroso di superare Sofía, ostacolerà Franky, venendo anche squalificato.
L'Androide mostrerà di essere la migliore in tutte le prove, ma quando verrà a conoscenza del fatto che, in caso di vincita, dovrà andare in Giappone, vorrà rivelare la sua vera identità a Christian nel parco, dove si sono incontrati per la prima volta. Sfortunatamente comincia a piovere e, dopo aver confessato tutto, un fulmine colpisce Franky. Essa viene portata da Sofía, nel laboratorio nascosto, e nonostante sia stata danneggiata, vince il concorso per i suoi sentimenti. Christian rimane molto male e ha difficoltà ad accettare che la ragazza che ama sia un robot, ma grazie a Delfina si convince di amarla veramente e, il giorno della partenza di Franky, le regala un ciondolo (avente lo stesso logo della serie) in segno del suo amore.

### Seconda stagione

#### Prima parte
Nella seconda stagione Franky è metà androide e metà umana, grazie al cuore che guadagnò con gli algoritmi di tutte le emozioni umane.
Poiché Sofía deve nascondersi in un laboratorio segreto da un'organizzazione di scienziati malvagi che la vogliono affinché costruisca androidi malvagi per dominare il mondo; Franky e Clara rimangono a carico di Kassandra (Natalia Durán), una scienziata e compagna di Sofía dell'università che è il leader dell'organizzazione degli scienziati malvagi e vuole reclutare Franky per i suoi piani di conquista del mondo. 
Per convincere Franky che gli umani sono cattivi ed unirsi alla sua organizzazione chiamato M.I.A.U. (Movimento Internazionale degli Androidi Uniti), Kassandra ha creato due prototipi di ultima tecnologia: D0C3, Dodici o Dulce (Viviana Santos) e TR3C3, Tredici o Andrés (Andrés Mercado).
Nella scuola Segundo Mejía, il fratello gemello di Paul, assume il ruolo di direttore. Benché i due siano completamente identici esternamente, sono molto diversi caratterialmente: mentre Paul è un gran scienziato ed amante della tecnologia, Segundo è un amante della natura che detesta la tecnologia e gli androidi; per cui è il capo della Lega Anti-robot, una lega creata per distruggere tutti gli androidi. 
Lorenzo Bravo (Christian McGaffney), in seguito leader della lega anti-robot, è ossessionato dal distruggere gli androidi, metterà diverse volte in rischio tutti i prototipi, compresa Franky.
Per potere uscire dal laboratorio segreto, Sofía si vede costretta ad usare l'esperimento C4MB10 o Cambio, un processo molto rischioso che consiste nell'introdursi in un involucro robotico. L'esperimento, funziona e Sofía acquisisce una forma completamente diversa; cambia il suo nome in Sabrina (María Teresa Barreto), e può stare vicino alla sua famiglia facendosi passare per la babysitter che Sofía inviò per rimpiazzare Kassandra.
Paul realizza il sogno di Roby che è essere un supereroe androide chiamato Andromax che sveglia ammirazione in Loli, la fidanzata di Ivan. Roby si innamora di Dulce, ma quando ella scopre che Roby è Andromax ha sentimenti negativi, perché Dulce ama il supereroe, ma disprezza Roby. Andrés si innamora di Tamara, ma dopo finiscono per essere fidanzati ed alleati contro Franky. Tamara non sa che Andrés è un androide, e non può accettare la verità.
Nel corso della stagione Franky continua a conoscere tutte le emozioni. Kassandra, però, le installa il chip della malvagità, con il quale riesce a controllare le sue emozioni; facendo che Franky sperimenti aspetti negativi della natura umana, come l'ira, la bugia, l'ansia e la pigrizia. A poco a poco tutti gli amici di Franky vengono a sapere del suo segreto e l'accettano come ella è. 
Oltre a lottare per controllare le sue nuove emozioni, Franky deve affrontare nuovi attacchi di Tamara contro il suo fidanzamento con Christian, evitare che Kassandra la recluti per i suoi piani malvagi ed affrontare la minaccia che rappresenta la Lega Anti-robot.
La stagione si sviluppa intorno al Concorso di Band, una competizione nella quale comunicano tutti i ragazzi divisi in tre band: Franky e i suoi Androidi, composta da Franky, Dulce, Andrés e Roby; Siamo umani, composta da Tamara, Delfina, Christian e Mariano; ed un duetto composto da Ivan e Loli. In questa stagione la serie incorpora canzoni originali, come Ritmo Robótico e Amigos Rivales, prodotto dalla partecipazione delle band nel Concorso. 
Intanto Franky e i suoi Androidi come Siamo umani si trovano in finale dove Franky e i suoi Androidi vincono; tuttavia Lorenzo riesce a sequestrarli dopo il finale e quasi stermina i quattro androidi; ma tutti i ragazzi arrivano in tempo per salvarli. Nonostante ciò, Kassandra riesce a cancellare la memoria a Franky e ruba l'unico backup esistente; ora Franky non ricorda niente del suo passato e deve cominciare nuovamente da zero. 
La stagione finisce con la presentazione davanti al mondo dei quattro androidi, e Franky trovandosi nuovamente con Christian nello stesso parco dove si conobbero; oltre all'apparizione di un androide misterioso (Isabella Castillo) che cade dal cielo in un'imbarcazione e dice "Obiettivo Individuato" osservando Christian e Franky; nel frattempo Tamara lascia Andrés perché dopo aver scoperto la sua natura di androide.

#### Seconda parte
L'androide misterioso è il prototipo 708 o Luz, inviata dal 2035 da Dominus (Prototipo D0M1NU5) (Juan Manuel Lenis), è un androide che vuole conquistare il mondo espellendo gli umani dal pianeta in futuro. 
La missione di Luz è separare Franky e Christian, ma anche Tamara e Andrés perché in futuro queste coppie si sposeranno e firmeranno un accordo di pace fra gli umani e gli androidi. Questi matrimoni, però, intralciano il piano di Dominus. Luz cercherà di separare Franky e Christian, così come cercherà di convincere Franky che gli umani e gli androidi non possono convivere insieme.
Per la sua missione, Luz userà diversi oggetti tecnologici come la macchina del tempo (il suo braccialetto), una collana che ferma il tempo, delle termiti mangia metallo e il prototipo CHR15 uguale a Christian. Luz ha anche il potere di leggere nella mente, ipnotizzare la gente e rubare energia dagli umani o dagli androidi. Dominus le promette di rivelarle l'identità del suo creatore solo se riesce a completare la missione.
Christian intende riconquistare Franky basandosi su come ci è riuscito la prima volta. Anche Andrés cercherà di conquistare Tamara, alla fine ci riesce. Dominus è l'ultimo androide creato da Sofía nel 2035 con la capacità di teletrasportarsi e creare oggetti che gli umani non avrebbero mai immaginato. Sofía, però, perde il controllo del prototipo perché Kassandra rovinerà il cuore di Dominus, cambiando la sua programmazione.
La stagione è ambientata nell'ultimo anno dei ragazzi e per finirlo organizzano un viaggio di laurea in cui Franky e Christian si promettono di sposarsi nell'anno 2035. Dopo il viaggio, Franky scoprirà che Luz viene dal futuro e fa un viaggio nel futuro in cui incontrerà la futura lei che gli dice che Sofía è in pericolo. Pensando che si tratti di sua madre, torna nel presente e parla con Christian per intraprendere un altro viaggio nel tempo in cui scoprirà che la Franky del futuro intendeva il prototipo S0F14, rubato da Dominus nell'anno 2034. 
Nel frattempo, Dominus dà un dispositivo a Luz per distruggere Franky e, mentre sta per distruggerla, gli svela che ella è sua madre e che se l'avrebbe distrutta lei non sarebbe esistita nel futuro. Poi gli dà il backup e si uniscono in un abbraccio. 
Dominus rapisce Luz, Franky e Andrés e pone degli enigmi ai ragazzi. Dominus li cattura e distrugge il cuore di Franky, ma ella continua ad amare i suoi amici. Nel presente Sofía e Paul cancellano i disegni del cuore di Dominus, così che non potesse diventare cattivo. La serie finisce con tutti i ragazzi seduti che fanno una videochiamata con Roby e Dulce, partiti per un viaggio in tutto il mondo.

## Personaggi e interpreti

### Personaggi principali
- Franky Andrade (stagioni 1-2), interpretata da María Gabriela de Faría, doppiata da Alessandra Bellini.[1]
È un androide dotata di un sistema operativo particolarmente sviluppato e fa parte di un progetto segreto (prototipo FR4NK13). Interagisce con gli umani e con i sentimenti e si innamorerà di Christian. La sua migliore amica è Delfina, il suo migliore amico è Roby. Alla fine della prima stagione vincerà un cuore in un concorso per androidi e andrà in un laboratorio segreto per poterlo applicare. Nella seconda stagione si lascerà con Christian, diventando triste e malinconica; in questo modo diventerà amica di Dulce e Andrés, ai quali Kassandra ha ordinato di avvicinarsele. Kassandra riuscirà a installarle un chip che la farà diventare malvagia, ma il bacio di Christian la libererà. Nella seconda parte della seconda stagione si scoprirà che nel 2034 creerà l'androide della pace ovvero Sofía/Luz e che nel 2035 si sposerà con Christian.
- Christian "Chris" Montero (stagioni 1-2), interpretato da Martín Barba, doppiato da Matteo Liofredi.[1]
È nato il 20 giugno 1999.[2] Fratello maggiore di Delfina, piace a tutte le ragazze e ne è consapevole, ma si innamorerà di Franky. Nella seconda stagione si lascerà con Franky su obbligo di Tamara, ma continuerà a volerla proteggere da tutto e da tutti, compresa Tamara. Partecipa alla Lega Anti-Robot per proteggere Franky e Roby, ma anche Dodici e Tredici. Nel futuro, si sposerà con Franky con la quale avrà una "figlia".
- Robot "Roby" Mejía (stagioni 1-2), interpretato da Eduardo Pérez Martínez, doppiato da Marco Briglione.[1]
È un androide come Franky (prototipo R0B13), creato da Paul, socio e amico di Sofía. Adora ballare e vuole molto bene a Franky, che è la sua migliore amica. Nella seconda stagione diventerà un supereroe di nome Andromax, per aiutare chi si trovi in difficoltà e sarà aiutato da Paul che gli crea il costume. Si fidanzerà con Dulce, con la quale farà un viaggio per il mondo dopo essersi fatti installare il loro cuore regalatogli da Paul e Margarita per la loro maturità.
- Tamara "Tam" Franco (stagioni 1-2), interpretata da Danielle Arciniegas, doppiata da Francesca Tardio.[1]
È la più intelligente della scuola: medaglia d'oro alle Olimpiadi di matematica e super esperta di calcolo matematico e leader indiscussa. Ha subito dichiarato guerra a Franky e alla fine scopre che è un androide. Nella seconda stagione crea problemi a Iván e a Loli, facendoli litigare, per poter ristabilire l'antico rapporto di stretta amicizia con Iván, che però non la perdonerà. Cerca poi di farsi passare per sua sorella gemella (inesistente) Sol con l'aiuto di suo fratello Benjamín. Franky, divenuta cattiva a causa del chip, la sfiderà ad una gara tra band. In seguito Franky, Clara, Paul e Sofía le fanno uno scherzo con lo scopo di convincerla a non rivelare il segreto di Franky, il quale funziona per poco dato che poi si farà aiutare da Tredici per liberarsi una volta per tutte da Franky. Si sposerà con Andrés e gli creerà un cuore dopo averlo rifiutato da Paul e Margarita.
- Iván Villamil (stagioni 1-2), interpretato da Luis Duarte, doppiato da Sacha Pilara e Angelo Evangelista (2ª stagione).[1]
È il migliore amico di Tamara, ma tenterà di tenerle nascosto il segreto di Franky che ha scoperto da poco. Alla fine della prima stagione si innamorerà e si metterà con Loli e per colpa di Tamara avrà per qualche tempo dei problemi con lei.
- Sofía Andrade (stagioni 1-2), interpretata da Paula Barreto e María Teresa Barreto,[3] doppiata da Laura Amadei.[1]
È nata il 2 aprile 1980.[4] È la mamma-creatrice di Franky, scienziata molto impegnata e focalizzata sul suo lavoro, ma che riesce sempre a ritagliare del tempo per i suoi cari. Nella prima parte della seconda stagione si deve nascondere da degli scienziati che voglio costringerla a costruire androidi cattivi, creando difficoltà alle sue figlie e anche a suo marito; si travestirà da tata e tornerà a casa sotto nome di Sabrina Aguilera per stare vicino ai suoi familiari senza metterli in pericolo. L'unico che conosce la sua vera indentità è Paul, poi viene scoperta da Franky, Clara e verso la fine anche a suo marito Wilson. Alla fine della prima parte della seconda stagione diventerà la presidentessa della Egg.
- Wilson Andrade (stagioni 1-2), interpretato da Jorge López, doppiato da Teo Bellia.[1]
È il papà di Franky ed è uno scrittore di libri di auto-aiuto. È un uomo molto dolce e ha sempre una parola giusta in ogni situazione.
- Clara Andrade (stagioni 1-2), interpretata da María José Pescador, doppiata da Simona Chirizzi.[1]
È la sorellina di Franky, di 11 anni, molto birichina e indisciplinata. Inizialmente non amerà particolarmente la sua dotata sorella maggiore: da quando è arrivata, infatti, è stata costretta a cambiare scuola e città. In seguito le si affezionerà molto. Nella nuova scuola il suo migliore amico è Benjamín, con il quale ama farne di tutti i colori.
- Delfina Montero (stagioni  1-2), interpretata da Alejandra Chamorro, doppiata da Alessandra Berardi.[1]
È la migliore amica di Franky. Dolce e simpatica, si innamorerà di Roby, ma quando scoprirà che è un androide, cercherà di dimenticarlo e si innamorerà e fidanzerà con Mariano.
- Margarita León Montero de Mejía (stagioni 1-2), interpretata da Jimena Durán, doppiata da Daniela Debolini.[1]
È la mamma di Christian e Delfina, e successivamente anche di Roby, Andrés e Dulce, dopo averli adottati. Si innamorerà di Paul e lo sposerà.
- Benjamín Franco (stagioni 1-2), interpretato da Brandon Figueredo, doppiato da Alessandra Cerruti.[1]
È il fratello minore di Tamara ed il migliore amico di Clara.
- Paul Mejía (stagioni 1-2), interpretato da George Slebi, doppiato da Massimo Corizza.[1]
È il creatore di Roby e collega di Sofía. È un uomo freddo e scorbutico, ma alla fine diventerà buono e dolce. Si innamorerà di Margarita, la mamma di Delfina e Christian, con la quale poi, alla fine della prima serie, si sposerà, per vivere insieme a lei e ai suoi figli. Nella seconda stagione avrà la sgradita sorpresa di rivedere suo fratello gemello, Segundo, con il quale non intrattiene buoni rapporti. Adotterà Dulce e Andrés.
- Mariano Puentes (stagioni 1-2), interpretato da Emmanuel Restrepo, doppiato da Leonardo Caneva.[1]
È il figlio del responsabile del palazzo di Franky. Fin da piccolo è innamorato di Delfina, Poi riuscirà a fidanzarsi con lei. Scoprirà il segreto di Franky grazie a Delfina.
- Dolores "Loli" Rivas (stagioni 1-2), interpretata da Isabel Restrepo, doppiata da Francesca Rinaldi.[1]
È innamorata di Roby dalla prima volta che l'ha visto, ma alla fine della prima stagione si innamorerà e fidanzerà con Iván: la coppia avrà momentaneamente dei problemi per colpa di Tamara. Successivamente si innamorerà di Andromax (alterego di Roby) e perciò avrà di nuovo temporanei problemi con Iván. Scoprirà il segreto di Franky grazie ad Iván.
- Segundo Mejía (stagione 2), interpretato da George Slebi, doppiato da Massimo Corizza.
È il fratello gemello di Paul, nato per secondo, nonché il nuovo preside della scuola. Detesta la tecnologia e ama la natura. È molto affezionato al nipote Roby considerandolo come un figlio. È il direttore della Lega anti-robot.
- Kassandra Ramírez (stagione 2), interpretata da Natalia Durán, doppiata da Cinzia Villari.
È un'ex-compagna di università di Sofía, da sempre invidiosa di lei, cercherà in tutti modi di separare Franky dai suoi amici e di convincerla a stare con i suoi figli. Cancellerà la memoria di Franky.
- Dulce Mejía Ramírez (stagione 2), interpretata da Viviana Santos, doppiata da Simona Chirizzi.
È l'androide di Kassandra, (prototipo D0DC) detesta gli esseri umani ritenendo che siano malvagi e traditori. Ha l'abitudine di chiamare Roby "Boby". Può ricaricarsi a energia solare e ha la possibilità di mangiare e bere. Si innamora di Andromax all'insaputa della sua vera identità e, successivamente, riesce a diventare la sua ragazza. Verrà adottata insieme a suo fratello da Paul e Margarita, da cui otterrà un cuore come regalo di maturità prima del viaggio che intraprenderà con Roby.
- Andrés Mejía Ramírez, interpretato da Andrés Mercado, doppiato da Francesco Testa.
È il fratello di Dulce, come lei costruito da Kassandra (prototipo TR3DC). Ha le stesse caratteristiche della sorella ma rispetto a lei sembra che sia meno freddo. Si fidanzerà con Tamara ma quando lei scopre la sua identità lo lascia seppur lui sia veramente innamorato. Viene adottato insieme a sua sorella da Paul e Margarita, alla fine si rimette con Tamara.
- Luz Andrade/Sofía Montero/"708"/"S0F14"  (stagione 2), interpretata da Isabella Castillo, doppiata da Chiara Oliviero.
È un androide che viene dal futuro costruita dalla Franky dell'anno 2034, il suo vero nome è Sofía, inizialmente fu creata per sviluppare il rapporto tra gli umani e gli androidi, ma un androide di nome Dominus la rubò e le cancellò la memoria. Dominus le assegnò una missione che è andare nel presente, per sfruttare Franky senza ricordi, per far separare Franky da Christian. Si vedrà al termine dell'episodio 60 della prima parte della seconda stagione catapultata con la macchina del tempo dove si trovano Franky (senza ricordi) e Christian durante un temporale dicendo "obiettivo individuato".

### Personaggi secondari
- Preside Elizabeth (stagione 1), interpretata da Alina Lozano, doppiata da Mirta Pepe.[1]
- Professoressa di Franky (stagioni 1-2), interpretata da Martina Torres, doppiata da Roberta De Roberto.
- Professoressa di Clara (stagioni 1-2), interpretata da Martha Hernández.
- Ramón Puentes (stagioni 1-2), interpretato da Jose Manuel Ospina, doppiato da Roberto Fidecaro.[1]
È il responsabile del palazzo di Franky e padre di Mariano. Era innamorato della direttrice Elizabeth. Nella seconda stagione si innamorerà di Kassandra ed entrerà a far parte della Lega anti-robot.
- Charlie, interpretato da Quique San Martín (stagione 1), doppiato da Fabio Gervasi.[1]
È il capo di Sofía e Paul nella prima stagione.
- Benito Franco, interpretato da Juan Pablo Obregón, doppiato da Sergio Lucchetti (st. 1-3) e da Gianluca Cortesi (st.3).
È il padre di Tamara e Benjamín.
- Dominus (stagione 2), interpretato da Juan Manuel Lenis, doppiato da Fabio Gervasi.
È un androide dell'anno 2035 creato da Sofía costruito per salvare la terra, ma un giorno si è convertito in un cattivo a causa di Kassandra, che ha spezzato il suo cuore in mille pezzi. Il suo scopo è di conquistare il mondo eliminando tutti gli esseri umani, ma soprattutto separare Franky e Christian con l'aiuto di Luz che chiama prototipo 708.

## Puntate
La prima stagione è stata trasmessa in prima TV dal 28 settembre 2015 al 18 dicembre 2015. La serie è stata rinnovata a dicembre 2015 per una seconda stagione, divisa in due parti: la prima parte è formata da 60 episodi, ed è andata in onda dal 30 maggio 2016 al 19 agosto 2016, e la seconda parte, da 40 episodi, è andata in onda dal 24 ottobre 2016 al 16 dicembre 2016.
In Italia la prima stagione è stata trasmessa in anteprima da Boing il 29 gennaio 2016, poi la serie è andata in onda regolarmente dal 1º febbraio 2016 al 21 aprile 2016. Dal 29 settembre 2016, Boing riassume gli episodi mandandoli in onda con il titolo Il meglio di Io sono Franky. In Italia la seconda stagione è stata divisa in tre parti, la prima è andata in onda su Boing dal 17 ottobre 2016 al 24 novembre 2016, la seconda parte dal 13 marzo 2017 al 24 aprile 2017, e la terza parte è andata in onda dall'11 settembre 2017 al 3 novembre 2017.
| Stagione         | Episodi | Episodi | Prima TV originale | Prima TV Italia |
| ---------------- | ------- | ------- | ------------------ | --------------- |
| Prima stagione   | 60      | 60      | 2015               | 2016            |
| Seconda stagione | 100     | 60      | 2016               | 2016-2017       |
| Seconda stagione | 100     | 40      | 2016               | 2017            |

## Remake
È stato creato un remake statunitense dal titolo I Am Franky che è stato trasmesso su TeenNick Italia a partite dal 16 ottobre 2017 fino al 13 novembre 2018.

## Libri
Ispirati alla serie sono stati pubblicati diversi libri, in Italia ne sono usciti 4 nel 2017 pubblicati da De Agostini, tra cui un romanzo. Mentre in Francia tra il 2016 e il 2017 ne sono stati pubblicati più di 20 tra cui romanzi, libri d'attività, fumetti, sticker book ed altri.